# Yoduro de mercurio(I)
El yoduro de mercurio(I), también conocido como yoduro mercurioso, es un compuesto químico. Su fórmula química es Hg2I2. Tiene iones de mercurio y yoduro. El mercurio está en su estado de oxidación +1.

## Preparación y sus propiedades
Es un sólido amarillo. Cuando la luz es iluminada, se descompone (por desproporción) en yoduro de mercurio(II) y yodo. Es tóxico, al igual que todos los compuestos de mercurio.
El yoduro de mercurio se crea reaccionando el mercurio y el yodo.